# Metro van Busan

Lijnen en stations

De metro van Busan (Hangul: 부산 도시철도; Hanja: 釜山 都市鐵道; Busan dosicheoldo) is een metronetwerk in de Zuid-Koreaanse havenstad Busan. Het metronetwerk bestaat uit 4 lijnen met een gezamenlijke lengte van 107,8 km en telt 101 stations, waarvan 6 overstapstations. De metro werd in 1985 in gebruik genomen met 17 stations aan Lijn 1. In 1991 werd begonnen met de bouw van Lijn 2; in 1999 werd een deel van deze metrolijn in gebruik genomen. De bouw van Lijn 3 startte in 1997 en opende uiteindelijk in 2005. De jongste lijn van het systeem, Lijn 4, werd in maart 2011 geopend.

## Lijnen
- Lijn 1 - 32,5 km en 34 stations (oranje)
- Lijn 2 - 44,5 km en 42 stations (groen)
- Lijn 3 - 18,1 km en 17 stations (bruin)
- Lijn 4 - 12,7 km en 14 stations (blauw)
- Busan-Gimhae Light Rail Transit - 23,4 km en 21 stations (paars)